# 洛匹那韋
洛匹那韋（Lopinavir）是一種蛋白酶抑製劑類的抗逆转录病毒藥物。 洛匹那韋與另一種蛋白酶抑製劑利托那韋（洛匹那韋/利托那韋）以固定劑量的複方藥配方用於抗HIV感染。
洛匹那韋於1995年獲得專利，並於2000年受批准用於醫療用途。

## 副作用
僅有在洛匹那韋/利托那韋的複方藥中評估其副作用、相互作用，以及禁忌症等項目。這些副作用包括惡心、嘔吐和胃潰瘍。

## 藥理學
洛匹那韋和血漿蛋白質高度結合，結合率達到98–99%。
洛匹那韋是否能渗透到脑脊液（CSF）的报道是矛盾的。 有軼事报告指出，在腦脊液中无法检测到洛匹那韋。然而，一项基於26名接受洛匹那韋/利托那韋的患者的研究中，檢驗了配对的腦脊液-血漿样品，发现在77％的样品中，洛匹那韋的腦脊液水平高于 IC  50 。

## 外部連結
- Lopinavir | C37H48N4O5 - PubChem （页面存档备份，存于）
- Lopinavir - DrugBank （页面存档备份，存于）